# Dražan Jerković
Dražan Jerković (Šibenik, 6 de agosto de 1936 - Zagreb, 9 de dezembro de 2008) foi um jogador e técnico de futebol croata. Seu nome costumava ser grafado incorretamente como Dražen.

## Carreira

### Clubes
Atacante, foi um dos maiores artilheiros do Leste Europeu. Pelo Dínamo Zagreb, clube onde iniciou em 1954 sua carreira e onde ficaria por onze anos, marcou incríveis 300 gols em 315 jogos. Repetidas lesões fizeram-no ter de parar antes dos trinta anos, em 1965, quando acabara de chegar no La Gantoise, da Bélgica - a Iugoslávia, sendo um país comunista não-alinhado com a União Soviética, permitia que seus jogadores atuassem na Europa Ocidental, capitalista. Naquele ano despedira-se do Dínamo, com a conquista de uma Copa da Iugoslávia. Conquistara o campeonato iugoslavo de 1958.

## Seleção
Pela Iugoslávia, fora à Copa do Mundo de 1958, mas só jogaria pelo país a partir de 1960, quando participou no vice-campeonato da primeira Eurocopa. Nas semifinais, marcou dois gols contra a França, na vitória por 5 x 4. Dois anos depois, na Copa do Mundo do Chile, foi o artilheiro isolado do Mundial com cinco gols (feito reconhecido apenas nos anos 90), na melhor campanha da Iugoslávia em Copas, quando terminou na quarta colocação. Deixaria de jogar pela seleção em 1964. No total, marcou 11 gols em 21 partidas pelo país, tendo média superior a um gol a cada dois jogos.
Curiosamente, antes de jogar pela Iugoslávia, chegou a atuar pela Croácia, quando uma equipe da república iugoslava foi formada para um amistoso contra a Indonésia, em 1956.

## Técnico
Da Seleção Croata também foi o primeiro técnico desta, quando o país declarou sua independência. Jerković ficou no cargo de 1990 a 1992. Treinara também a Seleção Iugoslava em 1971, comandando o selecionado no título do Torneio do Mediterrâneo.

## Morte
Jerković faleceu em 9 de Dezembro de 2008, devido a problemas cardíacos. Ele tinha 72 anos.